# David Vincent Field
David Vincent Field  (1937 ) es un botánico, taxónomo y explorador inglés. Realizó extensas exploraciones botánicas a África, especialmente a Kenia. Desarrolló toda su carrera científica en Kew Gardens, llegando a Director en 1989

## Algunas publicaciones
- Wickens, GE; JR Goodin; DV Field. (eds). 1985. Plants for Arid Lands. Ed. Allen & Unwin, Londres. 496 pp. ISBN 0-04-445330-2

## Honores
En 1968 fue elegido miembro de la Sociedad linneana de Londres.
- La abreviatura «D.V.Field» se emplea para indicar a David Vincent Field como autoridad en la descripción y clasificación científica de los vegetales.[2]

Posee un registro IPNI de 19 protocolos de identificaciones y clasificaciones de nuevas especies, las que publica habitualmente en: Kew Bull.; Adansonia; Bot. J. Linn. Soc.